# George Kuchar
George Kuchar (Manhattan, 31 de agosto de 1942 — Califórnia, 6 de setembro de 2011) foi um cineasta norte-americano.